# 约翰·海图书馆
约翰·海图书馆（又译约翰·海伊图书馆）是布朗大学第二古老的图书馆，位于美国罗得岛州普罗维登斯学院山的凡·韦科尔门外西北角，得名于该校1858年校友、美国前国务卿约翰·海。1910年大楼完工后一度替代鲁滨孙楼（现经济系所在地）成为大学的主图书馆，直至1964年小洛克菲勒图书馆落成。今天，约翰·海图书馆是直接隶属于布朗大学图书馆的五个分馆之一。 该图书馆是布朗大学主要的珍本、手稿收藏地，以及大学档案馆和图书馆特藏的所在地。约翰·海图书馆还有全球最大规模的与小说家勒夫克拉夫特有关的收藏。 约翰·海图书馆 以收集人皮类书籍而闻名。